# Glee (chór)

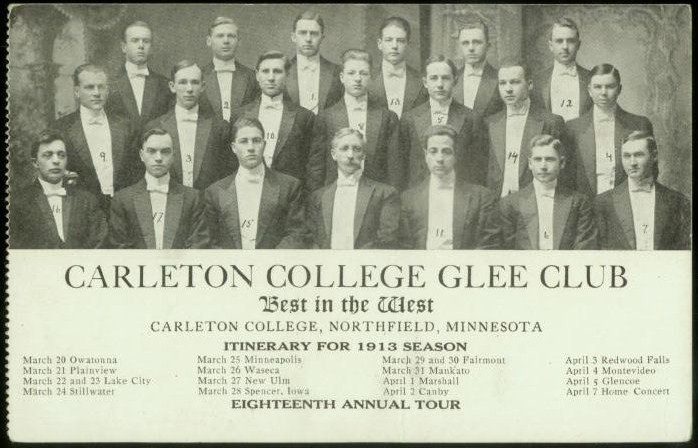
Męski chór Glee (1913)

Glee club – grupa muzyczna, historycznie składająca się głównie z głosów męskich, czasami żeńskich i mieszanych. 
Zgodnie z tradycją gatunku specjalizuje się w śpiewaniu krótkich piosenek w zestawach trio lub kwartetu. Pierwszy klub Glee został założony w Harrow School w Londynie w 1787.
Kluby tego typu były bardzo popularne w Anglii do połowy lat 50. XIX w., kiedy zaczęły być wypierane przez stowarzyszenia chóralne. W połowie XX w. były już rzadkością. Mimo to, termin 'glee club' pozostał w użyciu, głównie w Japonii i amerykańskich koledżach i uniwersytetach, choć jest już to typowa muzyka chóralna i w repertuarze brak typowych piosenek gatunku 'glee'. W tym kontekście termin glee nie odnosi się do atmosfery i nastroju muzyki lub jej wykonawców, ale oznacza specyficzną formę angielskiej part song (częściowej pieśni) popularnej w latach 1650-1900.
Najstarszym klubem Glee w USA jest Harvard Glee Club, założony w 1858. W kolejnych latach takie kluby powstały na wielu innych uczelniach amerykańskich.
Ponowne zainteresowanie tego typu zespołami chóralnymi nastąpiło po premierze popularnego serialu telewizyjnego "Glee" w 2009.